# Bezirk Winterthur
Der Bezirk Winterthur ist ein Bezirk im Kanton Zürich in der Schweiz. Der Kern des Bezirks ist mit der Stadt Winterthur eher städtisch, das Umland eher ländlich geprägt. Ein Teil der Gemeinden im Bezirk zählt zum Agglomerationsgebiet der Stadt Winterthur.

## Politische Gemeinden
Stand: 1. Januar 2018
| Wappen              | PLZ        | Gemeindename        | Einwohner (31. Dezember 2023) | Fläche in km² | Einwohner pro km² |
| ------------------- | ---------- | ------------------- | ----------------------------- | ------------- | ----------------- |
| Altikon             | 8479       | Altikon             | 756                           | 7,70          | 98                |
| Brütten             | 8311       | Brütten             | 2186                          | 6,60          | 331               |
| Dägerlen            | 8471       | Dägerlen            | 1126                          | 7,95          | 142               |
| Dättlikon           | 8421       | Dättlikon           | 842                           | 2,88          | 292               |
| Dinhard             | 8474       | Dinhard             | 1733                          | 7,07          | 245               |
| Elgg                | 8353       | Elgg                | 5144                          | 24,39         | 211               |
| Ellikon an der Thur | 8548       | Ellikon an der Thur | 1026                          | 5,02          | 204               |
| Elsau               | 8352       | Elsau               | 3766                          | 8,07          | 467               |
| Hagenbuch           | 8523       | Hagenbuch           | 1163                          | 8,13          | 143               |
| Hettlingen          | 8442       | Hettlingen          | 3219                          | 5,90          | 546               |
| Neftenbach          | 8413       | Neftenbach          | 5763                          | 15,07         | 382               |
| Pfungen             | 8422       | Pfungen             | 4131                          | 4,99          | 828               |
| Rickenbach ZH       | 8545       | Rickenbach (ZH)     | 2821                          | 6,02          | 469               |
| Schlatt ZH          | 8418       | Schlatt (ZH)        | 774                           | 8,97          | 86                |
| Seuzach             | 8472       | Seuzach             | 7880                          | 7,56          | 1042              |
| Turbenthal          | 8488       | Turbenthal          | 5180                          | 25,22         | 205               |
| Wiesendangen        | 8542       | Wiesendangen        | 6727                          | 19,17         | 351               |
| Winterthur          | 8400       | Winterthur          | 119'315                       | 68,07         | 1753              |
| Zell ZH             | 8487       | Zell (ZH)           | 6717                          | 12,97         | 518               |
| Total (19)          | Total (19) | Total (19)          | 180'269                       | 251,75        | 716               |

## Veränderungen im Gemeindebestand

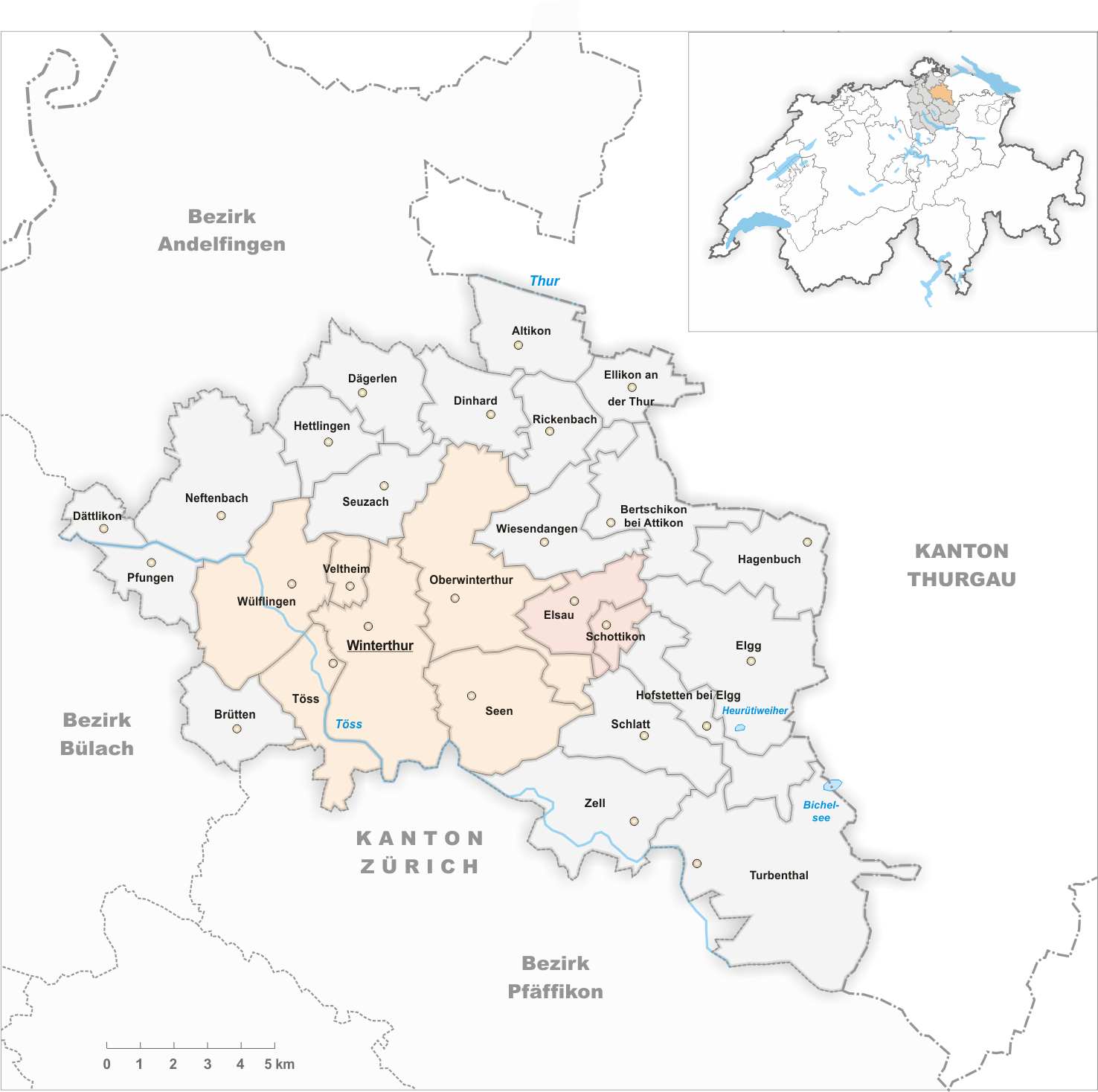
Gemeinden bis 1921
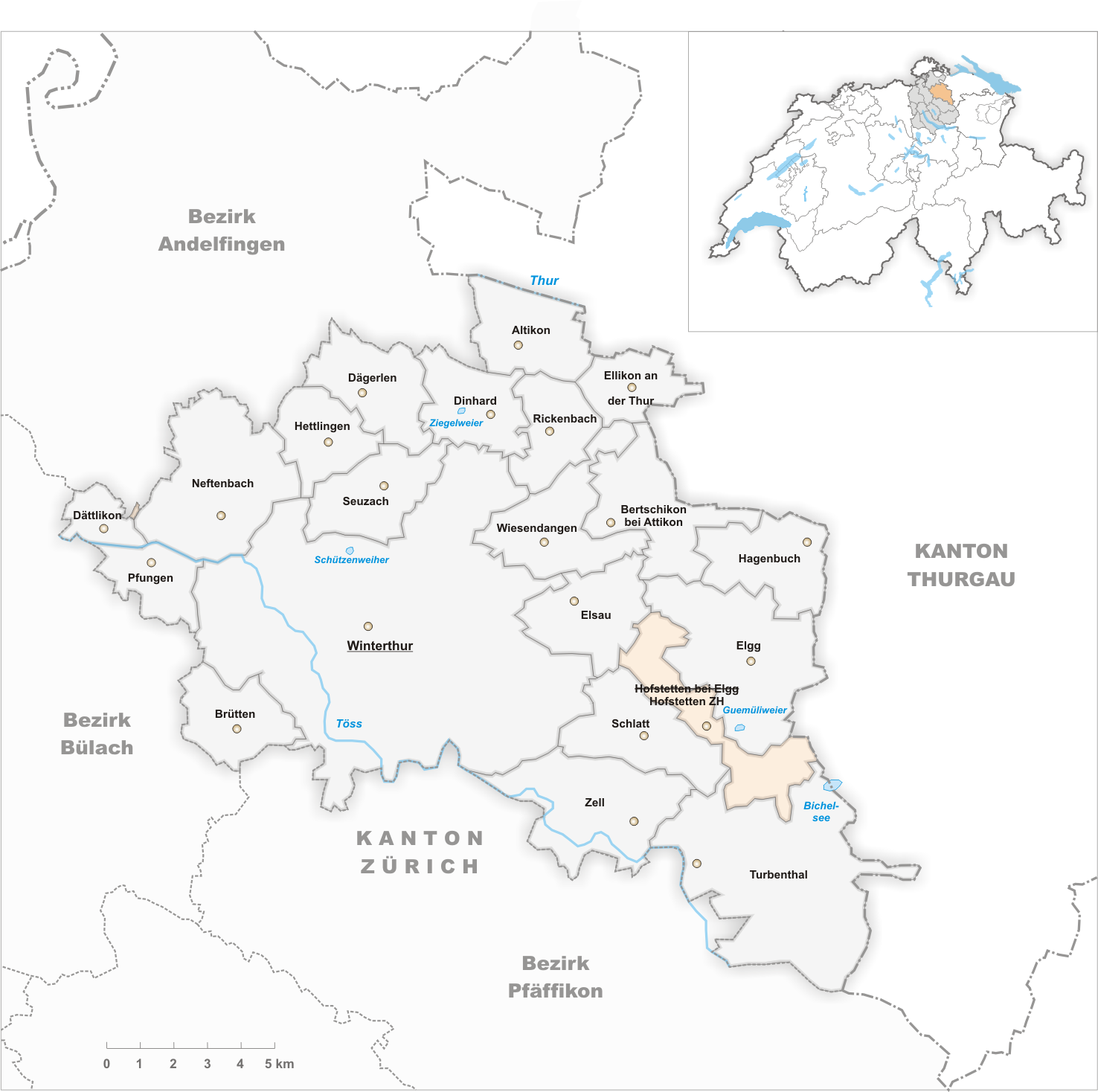
Gemeinden bis 2002
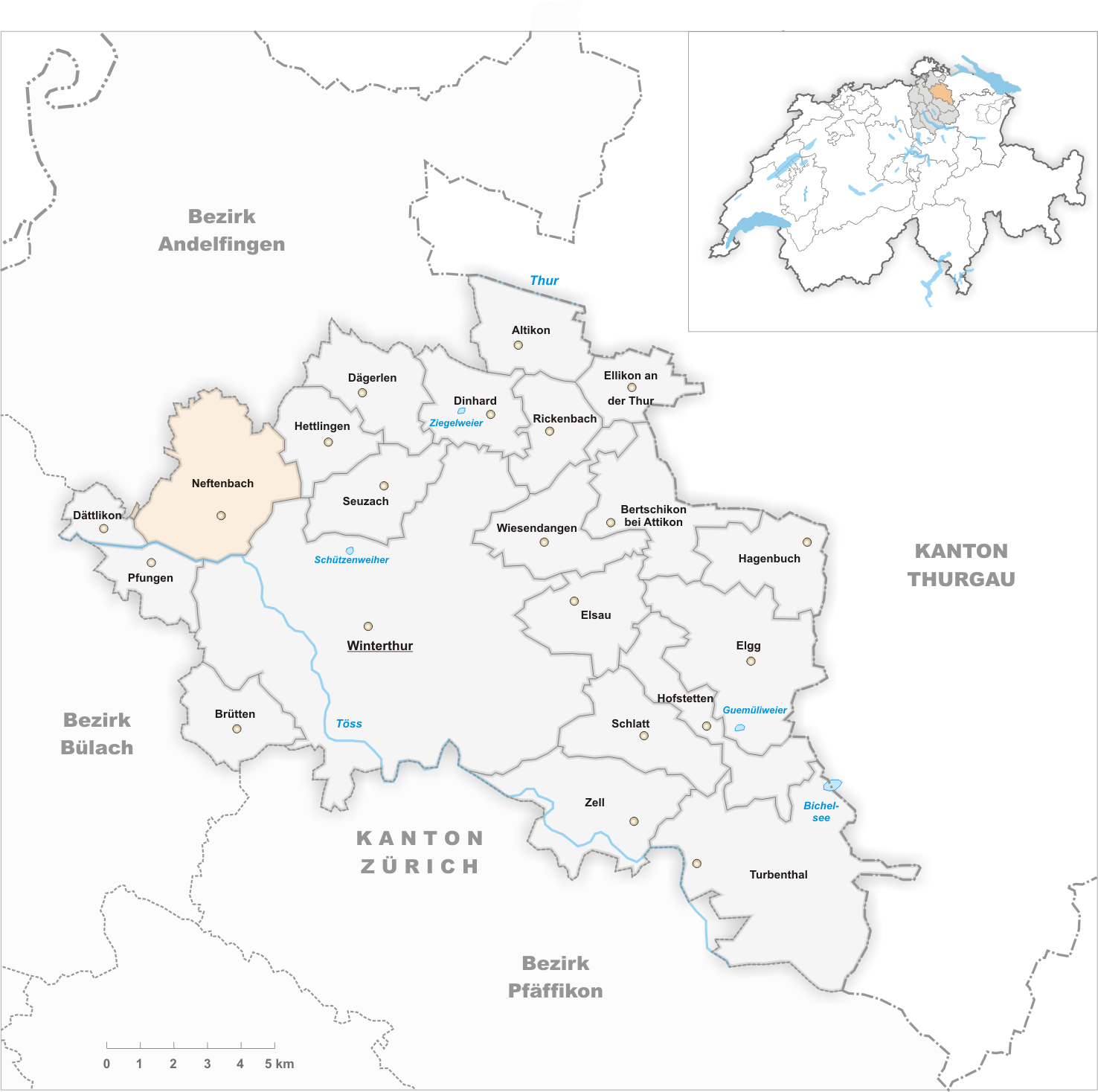
Gemeinden bis 2012
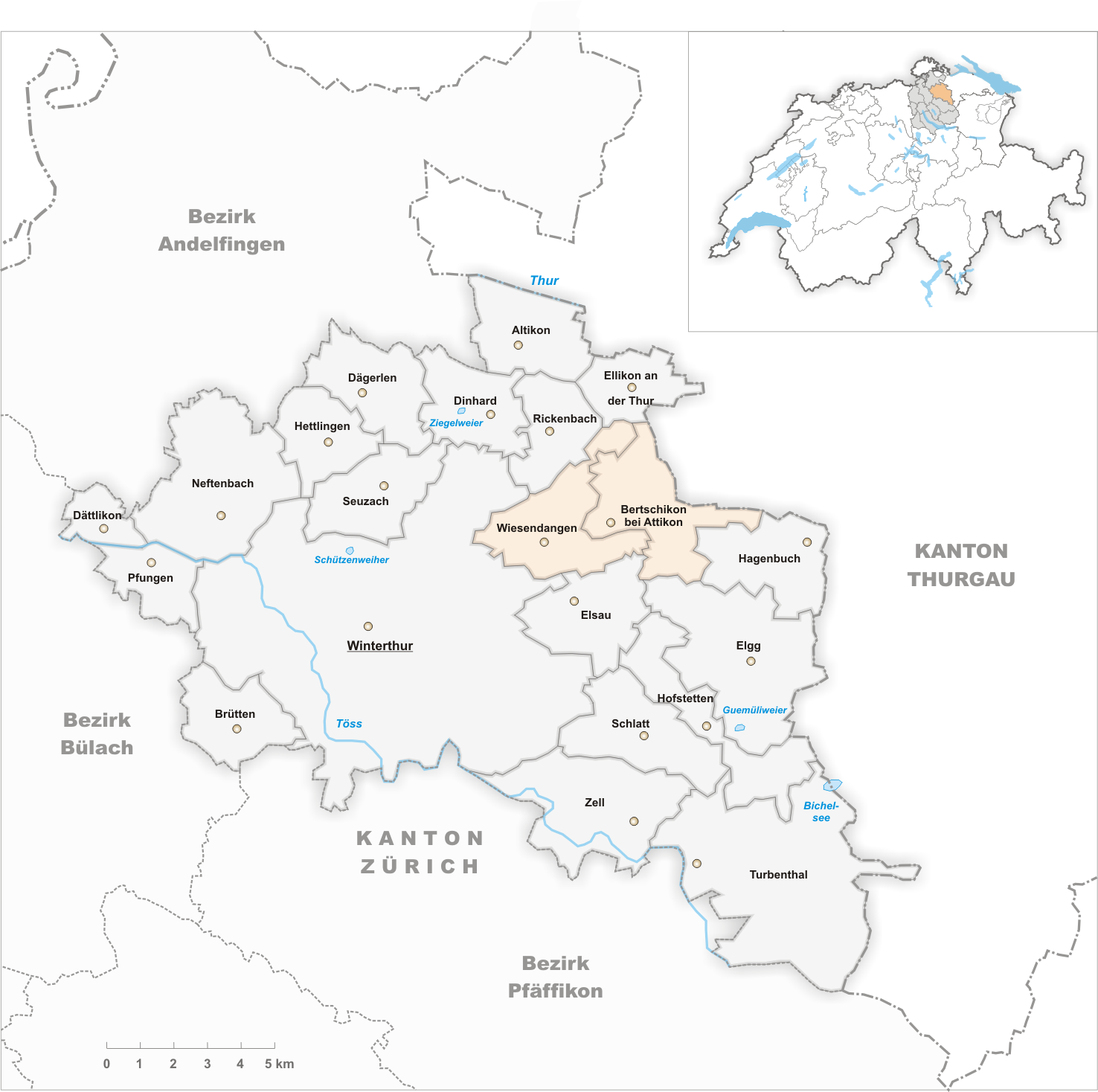
Gemeinden bis 2013
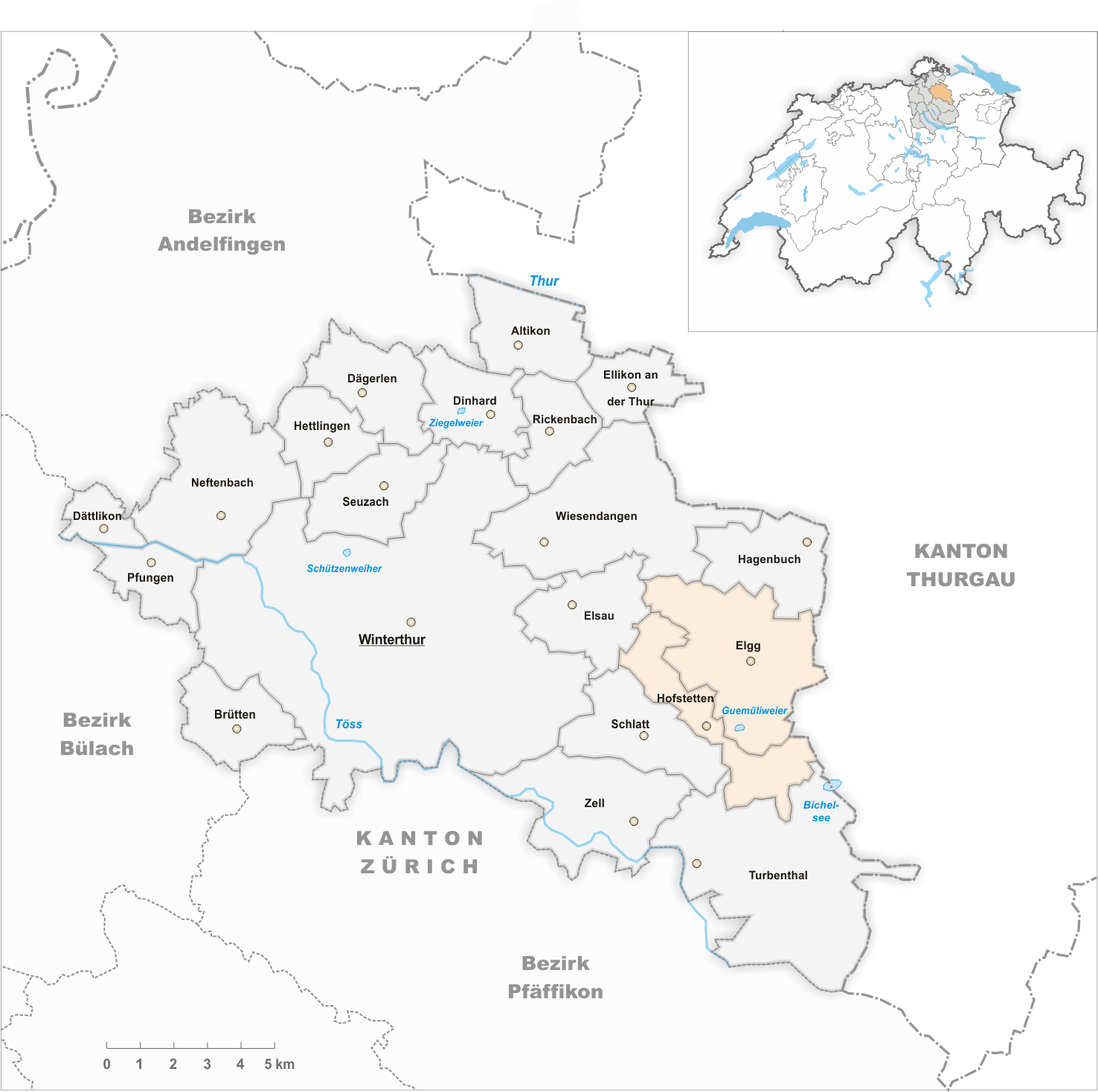
Gemeinden bis 2017

- 1922: Fusion Oberwinterthur, Seen, Töss, Veltheim, Winterthur und Wülflingen →  Winterthur
- 1922: Fusion Elsau und Schottikon → Elsau
- 2003: Namensänderung Hofstetten bei Elgg  →  Hofstetten (ZH)
- 2013: Fusion Weiler «Obere Hueb» der Gemeinde Buch am Irchel  →  Neftenbach
- 2014: Fusion Bertschikon bei Attikon und Wiesendangen  →  Wiesendangen
- 2018: Fusion Elgg und Hofstetten  →  Elgg

## Ortschaften
| PLZ  | Name der Ortschaft      | Gemeinde          |
| ---- | ----------------------- | ----------------- |
|      | Feldi                   | Altikon           |
|      | Herten                  | Altikon           |
|      | Eich                    | Brütten           |
|      | Strubikon               | Brütten           |
| 8471 | Bänk                    | Dägerlen          |
| 8471 | Berg                    | Dägerlen          |
| 8471 | Oberwil                 | Dägerlen          |
| 8471 | Rutschwil               | Dägerlen          |
|      | Blumetshalde            | Dättlikon         |
|      | Eschlikon               | Dinhard           |
|      | Grüt                    | Dinhard           |
|      | Welsikon                | Dinhard           |
| 8354 | Dickbuch                | Elgg              |
|      | Geretswil               | Elgg              |
| 8354 | Hofstetten              | Elgg              |
|      | Heurüti                 | Elgg              |
|      | Huggenberg              | Elgg              |
|      | Jakobstal               | Elgg              |
|      | Neuelgg                 | Elgg              |
|      | Tiefenstein             | Elgg              |
|      | Scheunberg              | Elgg              |
|      | Sennhof                 | Elgg              |
|      | Wenzikon                | Elgg              |
|      | Fulau                   | Elsau             |
|      | Oberschnasberg          | Elsau             |
|      | Räterschen              | Elsau             |
|      | Rümikon                 | Elsau             |
|      | Schottikon              | Elsau             |
|      | Tolhusen                | Elsau             |
|      | Unterschnasberg         | Elsau             |
|      | Egghof                  | Hagenbuch         |
|      | Hagenstal               | Hagenbuch         |
|      | Kappel                  | Hagenbuch         |
|      | Mittelschneit           | Hagenbuch         |
|      | Oberschneit             | Hagenbuch         |
|      | Unterschneit            | Hagenbuch         |
| 8412 | Aesch                   | Neftenbach        |
| 8412 | Hünikon                 | Neftenbach        |
| 8412 | Riet                    | Neftenbach        |
|      | Tössallmend             | Neftenbach        |
| 8545 | Sulz                    | Rickenbach        |
|      | Nussberg                | Schlatt ZH        |
|      | Oberschlatt             | Schlatt ZH        |
|      | Unterschlatt            | Schlatt ZH        |
|      | Waltenstein             | Schlatt ZH        |
|      | Oberohringen            | Seuzach           |
|      | Unterohringen           | Seuzach           |
|      | Girenbad bei Turbenthal | Turbenthal        |
|      | Hutzikon                | Turbenthal        |
|      | Neubrunn                | Turbenthal        |
|      | Oberhofen               | Turbenthal        |
| 8495 | Schmidrüti              | Turbenthal        |
|      | Seelmatten              | Turbenthal        |
|      | Tablat                  | Turbenthal        |
| 8544 | Attikon                 | Wiesendangen      |
| 8543 | Bertschikon bei Attikon | Wiesendangen      |
|      | Bewangen                | Wiesendangen      |
|      | Buch                    | Wiesendangen      |
| 8543 | Gundetswil              | Wiesendangen      |
|      | Gündlikon               | Wiesendangen      |
| 8543 | Kefikon ZH              | Wiesendangen      |
|      | Liebensberg             | Wiesendangen      |
| 8546 | Menzengrüt              | Wiesendangen      |
|      | Stegen                  | Wiesendangen      |
|      | Steinegg                | Wiesendangen      |
|      | Zünikon                 | Wiesendangen      |
| 8404 | Reutlingen              | Winterthur        |
| 8482 | Sennhof                 | Winterthur Kyburg |
| 8404 | Stadel                  | Winterthur        |
|      | Au                      | Zell              |
|      | Hinterrikon             | Zell              |
| 8483 | Kollbrunn               | Zell              |
|      | Langenhard              | Zell              |
| 8487 | Rämismühle              | Zell              |
| 8486 | Rikon                   | Zell              |